# Adesmia virens
Adesmia virens är en ärtväxtart som beskrevs av Rodolfo Amando Philippi. Adesmia virens ingår i släktet Adesmia och familjen ärtväxter. Inga underarter finns listade i Catalogue of Life.